# Voyelle mi-ouverte postérieure arrondie
La voyelle mi-ouverte (ou moyenne inférieure) postérieure arrondie est une voyelle utilisée dans certaines langues. Son symbole dans l'alphabet phonétique international est un c inversé [ɔ], que l'on nomme couramment « o ouvert », de même que le son correspondant. Son équivalent en symbole X-SAMPA est O.

## Caractéristiques
- Son degré d'aperture est mi-ouvert, ce qui signifie que la langue est positionnée aux deux-tiers du chemin entre une voyelle basse et une voyelle moyenne.
- Son point d'articulation est postérieur, ce qui signifie que la langue est placée aussi loin que possible à l'arrière de la bouche.
- Son caractère de rondeur est arrondi, ce qui signifie que les lèvres sont arrondies.

## Langues
| Langues                          | Mots              | Prononciations | Sens       |
| -------------------------------- | ----------------- | -------------- | ---------- |
| Allemand                         | voll              | [fɔl]          | « plein »  |
| Anglais                          | ball              | [bɔ̝ːl]         | « balle »  |
| Catalan                          | cosa              | [ˈkɔzə]        | « chose »  |
| Français                         | sort              | [sɔʁ]          |            |
| Grec moderne                     | πάνω              | [ˈpanɔ]        |            |
| Italien                          | otto, posso, comò |                |            |
| Murcien (dialecte de l'espagnol) |                   |                |            |
| Néerlandais                      | vol               | [vɔl]          | « plein »  |
| Occitan                          | pòrta             | [ˈpɔʁtɒ]       | « porte »  |
| Portugais                        | módulo            | [mɔdulu]       | « module » |
| Suédois                          | åtta              | [ˈɔtːa]        | « huit »   |
| Serbo-croate                     | more              | [mɔːrɛ]        | « mer »    |
| Vietnamien                       | to                | [tɔ̄]           | « grand »  |